# Les Chester en Floride
Pour plus de détails, voir Fiche technique et Distribution.
Les Chester en Floride ou Vacances d'enfer (titre français de la VHS CIC) (Summer Rental) est un film américain réalisé par Carl Reiner, sorti en 1985.

## Synopsis
Un père de famille, usé par son travail de contrôleur aérien, est forcé de prendre des congés pour se reposer. Il loue une maison au bord de la plage en Floride et y emmène sa petite famille passer les vacances d'été. Il y fait la connaissance d'Al Pellet, un navigateur imbu de lui-même, multiple vainqueur de la régate locale.

## Fiche technique
- Titre français : Vacances d'Enfer
- Titre québécois : Les Chester en Floride
- Titre original : Summer Rental
- Réalisation : Carl Reiner
- Scénario : Jeremy Stevens et Mark Reisman
- Musique : Alan Silvestri
- Photographie : Ric Waite
- Montage : Bud Molin
- Production : George Shapiro
- Société de production et de distribution : Paramount Pictures
- Pays de production :  États-Unis
- Langue : Anglais
- Format : Couleur - Mono - 35 mm - 1.85:1
- Genre : Comédie
- Durée : 83 min
- Date de sortie : 
  - États-Unis : 9 août 1985
- Public : Tous

## Distribution
- John Candy (VF : Jacques Ferrière) : Jack Chester
- Karen Austin (VF : Sylvie Feit) : Sandy Chester, la femme de Jack
- Kerri Green (VF : Odile Schmitt) : Jennifer Chester, la fille aînée de Jack
- Joseph Lawrence (VF : Marie-Laure Beneston) : Bobby Chester, le fils de Jack
- Aubrey Jene (VF : Joëlle Guigui) : Laurie Chester, la fille cadette de Jack
- Richard Crenna (VF : Michel Paulin) : Al Pellet
- Rip Torn (VF : Edmond Bernard) : Scully, le patron du bateau-restaurant
- John Larroquette (VF : Michel Derain) : Don Moore
- Richard Herd (VF : Daniel Russo) : Angus MacLachlan, l'Écossais
- Santos Morales : Cortez, l'employé espagnol de Scully
- Lois Hamilton (VF : Dominique MacAvoy): Vicki Sanders, la femme à la poitrine refaite
- Carmine Caridi (VF : Jacques Marin) : Ed Sanders, le mari de Vicki
- Francis X. McCarthy : Hal
- Pierrino Mascarino : le maître d'hôtel du restaurant de poissons
- Harry Yorku : Yorku, le pirate musicien
- Dick Anthony Williams (VF : Pascal Renwick) : Dan Gardner, le propriétaire de la première maison